# Три срещи със загадъчното
„Три срещи със загадъчното“ е български 3-сериен телевизионен игрален филм от 1989 година по сценарий и режисура на Асен Траянов. Оператор е Иван Далкалъчев. Музиката във филма е композирана от Кирил Цибулка. Редактор Стефа Зайцаров, а художник на филма е Димо Костов.

## Серии
- 1. серия – „Тайнственият гост“ – 19 минути
- 2. серия – „Един мъж изчезва“ – 29 минути
- 3. серия – „Мистерия в ла-минор“ – 20 минути [1].

## Актьорски състав
| Изпълнител         | Роля                          |
| ------------------ | ----------------------------- |
| Мариана Аламанчева | лаборантката Ренета           |
| Петър Пейков       | лаборантът Сашо               |
| Климент Денчев     | лаборантът Димо               |
| Коста Цонев        | лаборантът Алексиев           |
| Димитър Манчев     |                               |
| Георги Кокаланов   |                               |
| Добри Добрев       | лаборантът Берберов           |
| Йорданка Кузманова | Берберова                     |
| Банко Банков       |                               |
| Хиндо Касимов      | Велиславов, съседът на Ренета |
| Коста Карагеоргиев | синът                         |